# Périssac
Périssac ist eine südwestfranzösische Gemeinde mit 1185 Einwohnern (Stand: 1. Januar 2022) im Département Gironde in der Region Nouvelle-Aquitaine. Sie gehört zum Arrondissement Libourne und zum Kanton Le Nord-Gironde.

## Lage
Périssac liegt etwa 28 Kilometer nordöstlich von Bordeaux und etwa 13 Kilometer nordnordwestlich von Libourne. Umgeben wird Périssac von den Nachbargemeinden Marcenais im Nordwesten und Norden, Tizac-de-Lapouyade im Nordosten, Saint-Ciers-d’Abzac im Osten, Galgon im Südosten, Vérac im Südwesten sowie Saint-Genès-de-Fronsac im Westen. Die Saye bildet streckenweise die östliche Gemeindegrenze.

## Bevölkerungsentwicklung
| Jahr                       | 1962 | 1968 | 1975 | 1982 | 1990 | 1999 | 2007 | 2020 |
| Einwohner                  | 654  | 621  | 642  | 719  | 864  | 877  | 1029 | 1192 |
| Quellen: Cassini und INSEE |      |      |      |      |      |      |      |      |

## Sehenswürdigkeiten
- Kirche Saint-Pierre
- Mahnmal der Toten der Schlacht bei Sidi Brahim, 1966 eingeweiht, in Erinnerung an die Schlacht in Algerien gegen die aufständischen Berber

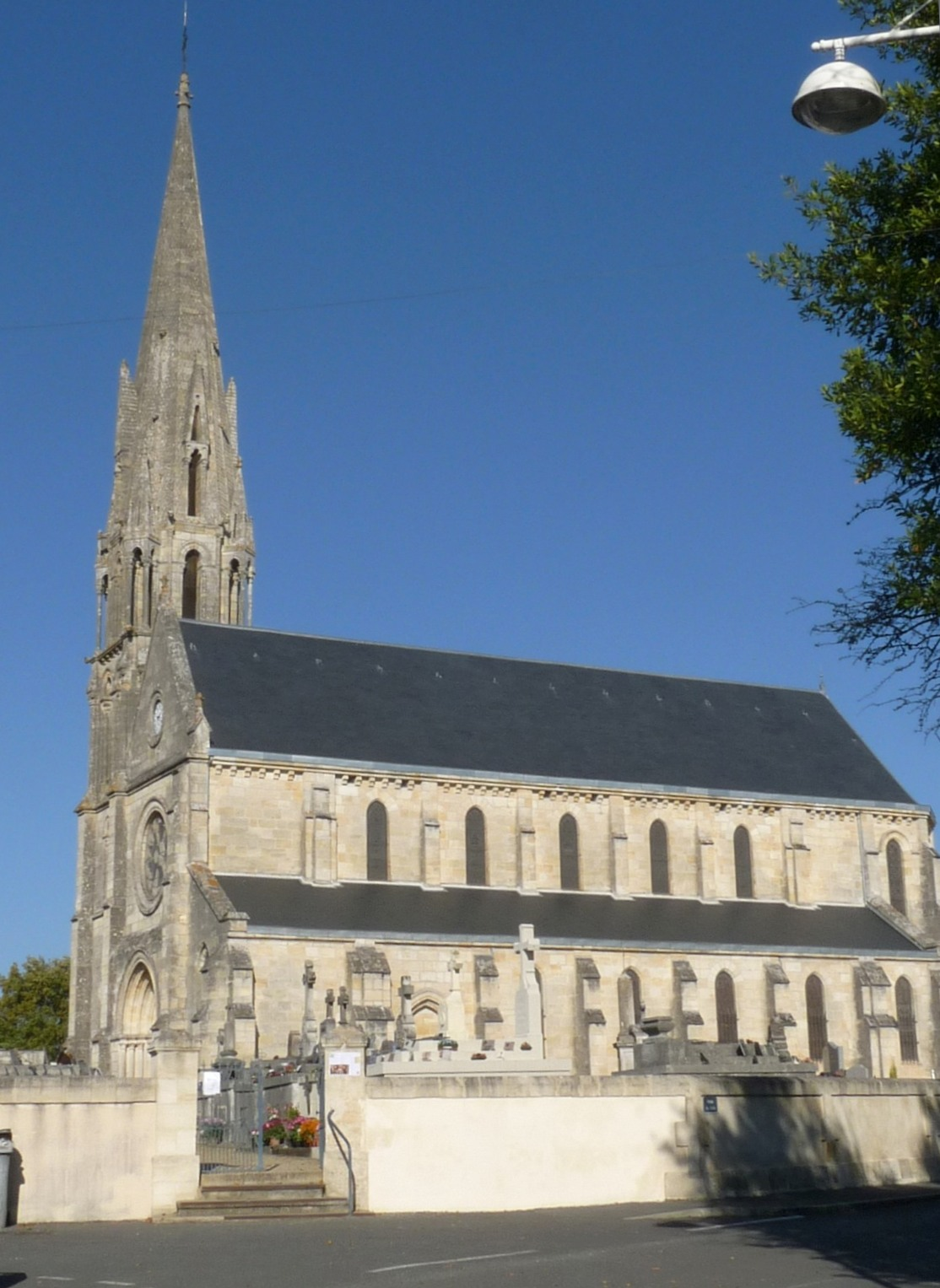
Kirche Saint-Pierre
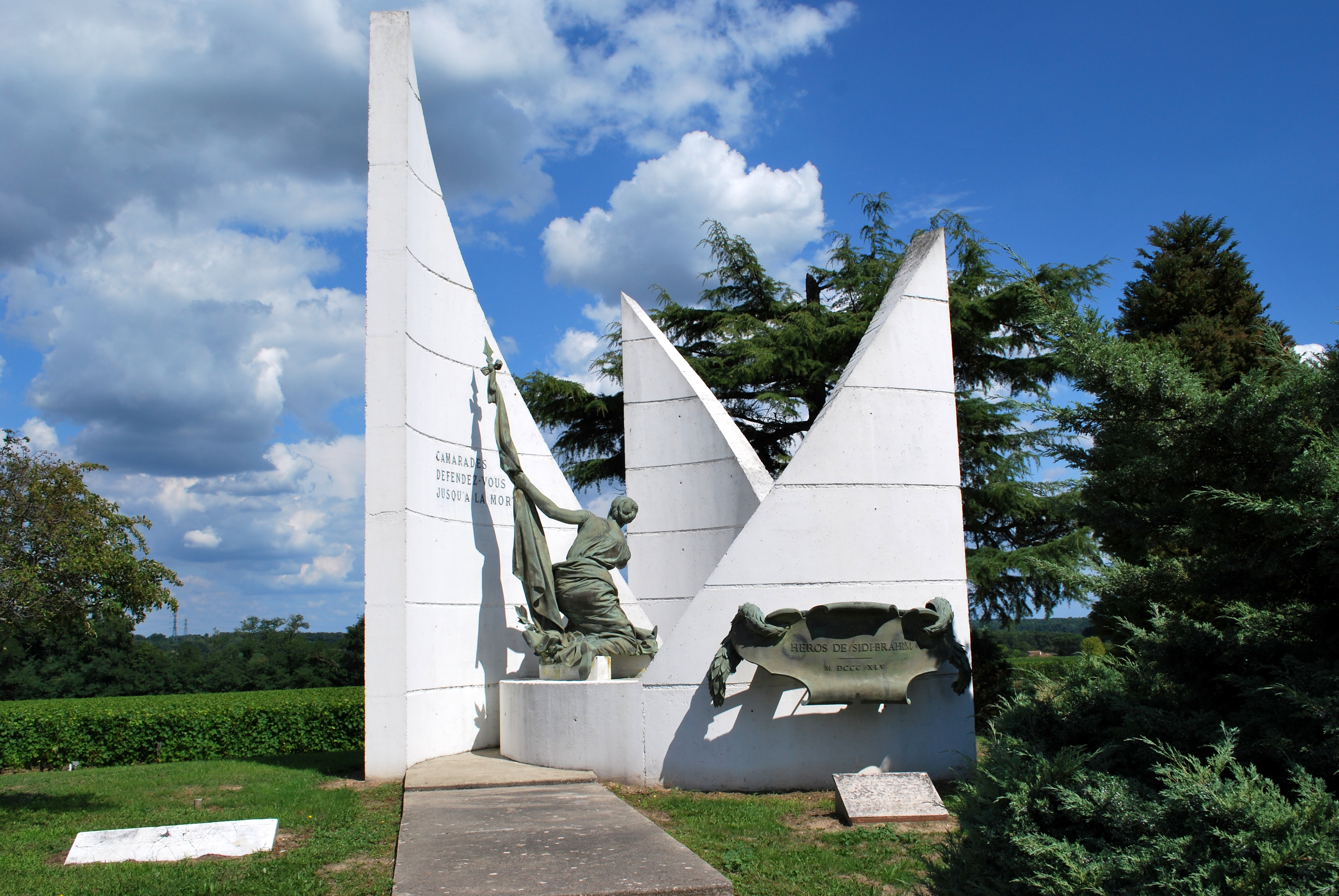
Mahnmal der Toten der Schlacht bei Sidi-Brahim
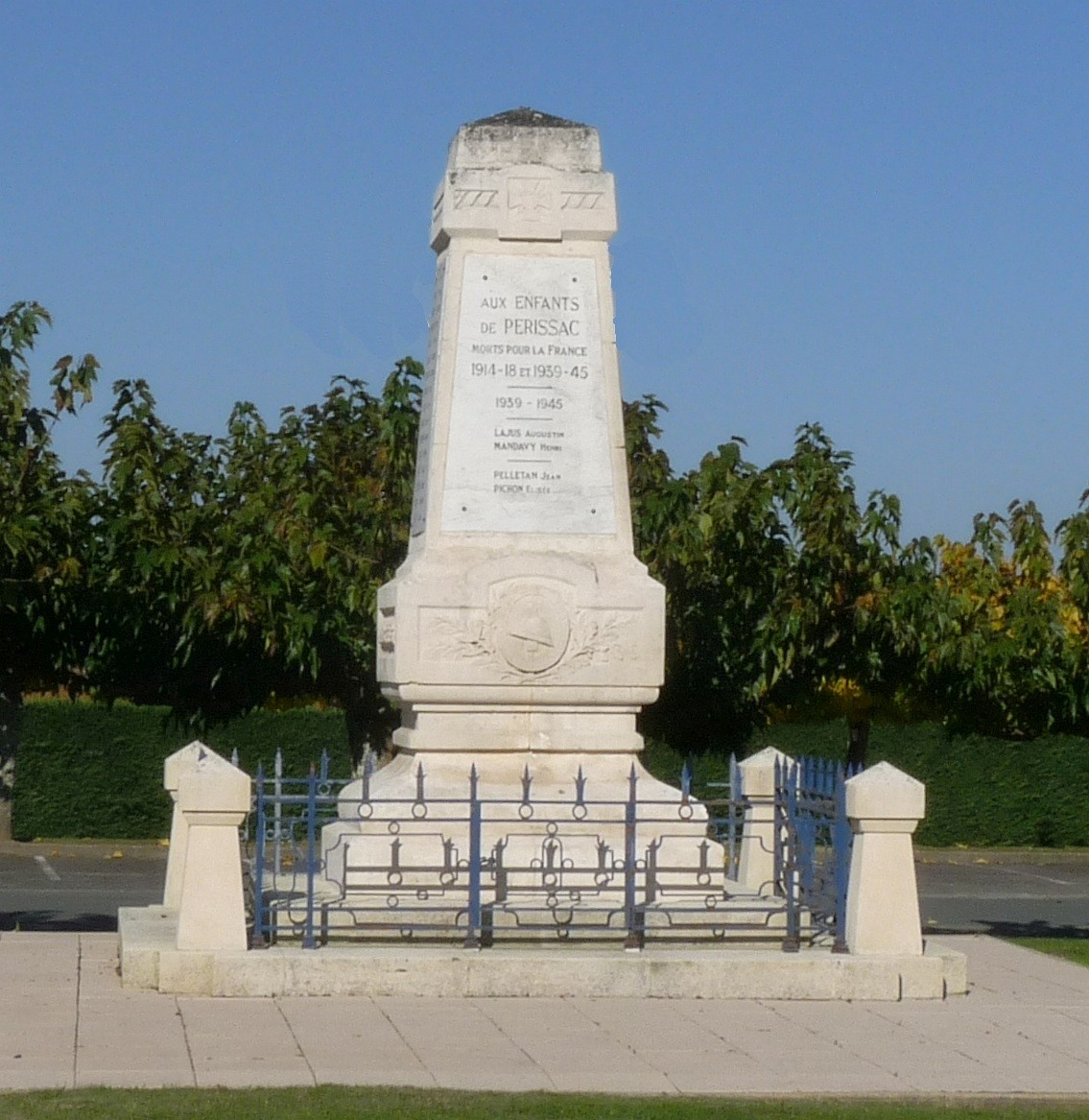
Gefallenendenkmal